# Dennis Davis
 (octobre 2013).
Si vous disposez d'ouvrages ou d'articles de référence ou si vous connaissez des sites web de qualité traitant du thème abordé ici, merci de compléter l'article en donnant les références utiles à sa vérifiabilité et en les liant à la section « Notes et références ».
Pour les articles homonymes, voir Davis.
Dennis Davis est un batteur américain né le 28 août 1951 à Manhattan et mort le 6 avril 2016.
Il est principalement connu pour avoir travaillé avec David Bowie. Avec le guitariste Carlos Alomar et le bassiste George Murray, il forme la section rythmique qui apparaît sur les 5 albums du chanteur de Station to Station (1976) à Scary Monsters (and Super Creeps) (1980).
Au cours de sa carrière, Dennis Davis a également collaboré avec Roy Ayers, George Benson et Stevie Wonder (sur Journey Through the Secret Life of Plants et Hotter than July).
Il meurt d'un cancer le 7 avril 2016.

## Première vie et service militaire
Davis est né et a grandi à Manhattan, New York et a étudié avec les batteurs Max Roach et Elvin Jones avant de rejoindre le Clark Terry Big Band en 1967. Il a rejoint l'US Navy et a servi sur l'USS Rowan (DD-782) de 1969 à 1970. pendant la guerre du Vietnam. Il a été renvoyé de la marine américaine en 1970 à San Diego, en Californie. Il a été blessé pendant son service militaire, mais a pu perfectionner ses compétences lorsqu'il s'est produit dans le cadre du Drum and Bugle Corps de l'US Navy.

## Carrière
Davis a rencontré le guitariste Carlos Alomar alors qu'ils jouaient tous les deux avec Roy Ayers. Davis a été embauché par David Bowie en 1974 pour deux titres sur Young Americans. Alomar, Davis et George Murray ont formé la section rythmique "DAM Trio" qui a joué sur sept albums successifs sortis par Bowie dans les années 1970, tous considérés comme parmi les meilleurs de l'artiste. Davis a également joué sur trois albums live enregistrés pendant cette période, dont deux sont sortis après la mort de Bowie. Le son de caisse claire utilisé sur l' album Low de Bowie est considéré comme influent sur de nombreux disques ultérieurs. C'était le résultat de la technologie de changement de hauteur précoce couplée au toucher sensible de Davis en tant qu'interprète. À la fin des années 70, Davis a également fait équipe avec Stevie Wonder et a travaillé sur quatre albums au cours de la décennie suivante. Au début des années 2000, il a joué des percussions lors des tournées en direct de David Bowie, y compris la dernière de l'artiste, A Reality Tour, en 2003. Le batteur de ce groupe était Sterling Campbell, qui était auparavant un élève de Davis.

## Décès, hommages et relève
Davis est décédé le 6 avril 2016 d'un cancer. Son plus jeune fils, Hikaru Davis, a réalisé une série de vidéos d'interviews de 2016 à 2019 en parlant avec des musiciens qui connaissaient son père. Lorsqu'il a été interviewé, Tony Visconti a joué la batterie de Davis et les morceaux de conga "tonnants" de "Look Back in Anger", s'exclamant périodiquement "génial!", "incroyable!", "c'est tueur!", Et notant que Davis "joue tellement de choses tout de suite... et pourtant ça n'a pas l'air difficile pour lui. La critique qui l'accompagne indique que Davis est "aussi le plus parfait des batteurs: infiniment inventif, mais ne gêne jamais le funk". T-Bone Motta, son fils aîné, est le batteur de Public Enemy depuis 2012.

## Discographie
Avec Roy Ayers
- Red, Black and Green (1973)
- Coffy (1973)
- Virgo Red (1973)
- A Tear to a Smile (1975)
- Vibrations (1976)
- Step in to our Life (1978)
- You Send Me (1978) - Can't You See Me
- No Stranger to Love (1979)
- I'm the One for your Love Tonight (1987)
- Wake Up (1989)
- Double Trouble (1992)
- Good Vibrations (1993)
- The Essential Groove - Live (1994)
- Naste′ (1995)
- Mahogany Vibe (2004)

Avec George Benson
- Good King Bad (CTI, 1975)
- Pacific Fire (1983)

Avec David Bowie
- Young Americans (1975) - Across the Universe, Fame
- Station to Station (1976)
- Low (1977)
- "Heroes" (1977)
- Stage (1978)
- Lodger (1979)
- Scary Monsters (1980)
- Live Nassau Coliseum '76 (2017)
- Welcome to the Blackout (Live London '78) (2018)
- Live in Berlin [1978] L.P. (2018)
- I'm Only Dancing (The Soul Tour 74) (2020)

Avec Ronnie Foster
- Cheshire Cat (1975)
- Love Satellite (1978)
- Delight (1979)

Avec Jermaine Jackson
- Let's Get Serious (Motown, 1980) – Let's Get Serious, Where Are You Now, You're Supposed to Keep Your Love for Me

Avec Garland Jeffreys
- Guts for Love (1982)

Avec Iggy Pop
- The Idiot (RCA, 1977)

Avec Smokey Robinson
- Where There's Smoke... (1979) - I Love The Nearness of You

Avec Stevie Wonder
- Journey Through the Secret Life of Plants (Motown, 1979) – A Seed's a Star/Tree Medley
- Hotter Than July (Motown, 1980) – Did I Hear You Say You Love Me, As If You Read My Mind, Master Blaster (Jammin')
- Original Musiquarium (Motown, 1982) – Do I Do
- Characters (Motown, 1987) – Free avec Jephté Guillaume & The Tet Kale Orkestra